# Kanton Herbignac
Der Kanton Herbignac war bis 2015 ein französischer Wahlkreis im Arrondissement Saint-Nazaire, im Département Loire-Atlantique und in der Region Pays de la Loire; sein Hauptort war Herbignac. Letzter Vertreter im Generalrat des Départements war von 2011 bis 2015 Franck Hervy (PS).

## Gemeinden
Der Kanton Herbignac umfasste vier Gemeinden:
| Gemeinde               | Bretonisch        | Einwohner (2012) | Fläche (km²) | Code postal | Code Insee |
| ---------------------- | ----------------- | ---------------- | ------------ | ----------- | ---------- |
| Assérac                | Azereg            | 1795             | 32,91        | 44410       | 44006      |
| La Chapelle-des-Marais | Chapel-ar-Geunioù | 3901             | 18,05        | 44410       | 44030      |
| Herbignac              | Erbigneg          | 6175             | 71,43        | 44410       | 44072      |
| Saint-Lyphard          | Sant-Lefer        | 4401             | 24,63        | 44110       | 44175      |
| Kanton                 | Erbigneg          | 16.272           | 147,02       | –           | 4414       |